# Жданово (Оренбургская область)
Жда́ново — село в Сакмарском районе Оренбургской области России. Входит в состав Марьевского сельсовета.

## География
Село находится в центральной части Оренбургской области, в степной зоне, на правом берегу реки Янгиз, на расстоянии примерно 6 км (по прямой) к северо-востоку от села Сакмара, административного центра района. Абсолютная высота — 110 м над уровнем моря.
Климат
Климат характеризуется как умеренно континентальный с продолжительной морозной зимой и относительно коротким жарким сухим летом. Абсолютный максимум температуры воздуха составляет 43 °C; абсолютный минимум — −45 °C. Среднегодовое количество атмосферных осадков составляет 336 мм. Устойчивый снежный покров формируется в конце ноября и держится в течение 120—140 дней.
Часовой пояс
Село Жданово, как и вся Оренбургская область, находится в часовой зоне МСК+2. Смещение применяемого времени относительно UTC составляет +5:00.

## Население
| 2010 |
| ---- |
| 160  |

Половой состав
По данным Всероссийской переписи населения 2010 года, в половой структуре населения мужчины составляли 52,5 %, женщины — соответственно 47,5 %.
Национальный состав
Согласно результатам переписи 2002 года, в национальной структуре населения русские составляли 68 % из 179 чел., казахи — 26 %.